# XXXIX Krajowy Festiwal Piosenki Polskiej w Opolu
39. Krajowy Festiwal Piosenki Polskiej w Opolu – edycja z 2002 r. Po raz trzeci odbył się plebiscyt i koncert Superjedynek. Zorganizowały je TVP 1 i RMF FM. Wykonawcy byli nagradzani za muzyczne osiągnięcia w ciągu 12 miesięcy poprzedzających imprezę. Zespołom akompaniował zespół Kukla Band pod dyrekcją Zygmunta Kukli.
Dzień przed oficjalnym rozpoczęciem imprezy TVP na placu Wolności zorganizowała koncert hip-hopowy. Zagrali m.in.: Gibon Skład, Fisz, Fenomen, Peja & Slums Attack, Acetoholix, Introksynator, Mercedesu, Pijani Powietrzem i Lari Fari.
28 maja 2002 roku tuż przed rozpoczęciem wieczornego otwarcia festiwalu na Placu Wolności odbył się koncert Debiutów.

## Koncert „Premiery 2002”
- Koncert odbył się 28 maja 2002.
- Prowadzący: Artur Orzech

- Kochamy siebie w... – Blue Cafe
- Solo – Budka Suflera (2. miejsce)
- Stalker – Zbigniew Hołdys
- Mocny – Ira
- Ta dziewczyna – Leszcze (3. miejsce)
- Jestem jaka jestem – Łzy
- Kiedy lato wraca – Andrzej Rybiński
- Oto jestem – Sami
- Molo – Sexbomba
- Razem z nami – Stachursky
- Baśka – Wilki (1. miejsce)

1. Głosowanie jury – przyznawanie punktów () – miejsca wg niniejszego głosowania
2. Wilki – Baśka NAGRODA JURY w Oddziałach Terenowych TVP S.A.
3. Budka Suflera – Solo NAGRODA PUBLICZNOŚCI w głosowaniu audiotele
4. Edyta Górniak – (składanka przebojów)
  - Słowa jak motyle
  - Jak najdalej
  - Nie proszę o więcej
  - Jestem kobietą
  - Dotyk

## Koncert „Seriale, polskie seriale”
- Koncert odbył się 28 maja 2002.
- Prowadzący: Piotr Bałtroczyk
- Specjalnie przygotowany koncert z okazji 50-lecia Telewizji Polskiej, w którym przypomniano charakterystyczne motywy i utwory pochodzące z polskich seriali prezentowanych na antenie TVP.

Wystąpili:
- Wojciech Gąssowski i Sami
- Artur Gadowski
- Wilki
- Andrzej Rosiewicz
- Edyta Górniak i Mietek Szcześniak
- Andrzej Piaseczny
- Alicja Majewska
- Budka Suflera
- Brathanki
- Ryszard Rynkowski i inni

## Koncert „SuperJedynki 2002”
- Koncert odbył się 29 maja 2002.
- Prowadzący: Anna Popek, Artur Orzech i Tomasz Kammel.

Zwycięzcy:
- Najlepsza wokalistka – Beata Kozidrak
- Najlepszy wokalista – Ryszard Rynkowski
- Zespół roku – Ich Troje
- Debiut roku – Kaja Paschalska
- Piosenka roku – „Powiedz” – Ich Troje
- Płyta roku pop – Ad. 4 – Ich Troje
- Płyta roku rock – Model 01 – T.Love
- Płyta z muzyką taneczną – Live 2001 – Stachursky
- Teledysk roku – Mój przyjacielu – Krzysztof Krawczyk i Goran Bregović
- Wydarzenie roku – Ich Troje

Podczas tego koncertu odbyły się też recital świętującego 15-lecie zespołu De Mono oraz występ zwycięzców Debiutów: zespołu Żandarm oraz Piotra i Wojtka Cugowskich z zespołem Jerusalem.

## Debiuty
Nagroda im. Anny Jantar za debiut:
- 1. miejsce ex-eaquo zespół ŻJean d'Arme oraz Bracia Cugowscy z zespołem Jerusalem[4]
- 2. wyróżnienie Konrad Imiela
- 3. wyróżnienie Gringo

Nagroda Programu 1 Polskiego Radia S.A.: za debiut, w postaci prawa do bezpłatnej sesji nagraniowej: Tigra

## Inne nagrody
- Nagroda Dziennikarzy dla Blue Cafe i Leszczy
- Miss Obiektywu – Tatiana Okupnik

## Grand Prix
Otrzymał Jerzy Matuszkiewicz za muzykę do polskich seriali.